# Gilbert Serres
 (mai 2023).
Si vous disposez d'ouvrages ou d'articles de référence ou si vous connaissez des sites web de qualité traitant du thème abordé ici, merci de compléter l'article en donnant les références utiles à sa vérifiabilité et en les liant à la section « Notes et références ».
Gilbert Serres (né à Nice le 22 mai 1947) est un danseur, chorégraphe et écrivain français naturalisé belge. Il a cependant conservé la nationalité française.

## Carrière
De 1956 à 1962, Gilbert Serres suit des études de danse à l'École municipale de l’Opéra de Nice ; il est ensuite formé par Alexandre Kalioujny et Lycette Darsonval.
Durant sa carrière il suit des cours avec Serge Lifar (stages et conférence à Nice de 1964 à 1967), Françoise Adret, Jean-Pierre Toma, Marika Besobrasova, José Ferrand, Raymond Franchetti, Rosella Hightower, Nora Kiss, Alain Davesne, Hans Brenaa, Sulamit Messerer, Nicolas Beriozoff.
Il est partenaire de Lycette Darsonval dans Les Sylphides et Giselle, ou les Wilis en 1964 et 1965.
Par la suite, jusqu'en 1978, il est soliste et danseur étoile au sein des compagnies suivantes : en Italie, Teatro del Balletto, à Rome ; en France, Opéra de Nice, Ballets de Paris et Grand Ballet classique de France, à Paris ; à Monaco, Ballets de Monte-Carlo de Marika Besobrasova ; en Afrique du Sud, P.A.C.T. Ballet à Johannesburg ; enfin, en Belgique, Ballet royal de Flandre, à Anvers.
Serres met fin à sa carrière de danseur en 1979 pour assumer les fonctions de pédagogue, maître de ballet et chorégraphe. Il est nommé professeur homologué aux Pays-Bas par le Ministère de la Culture et de la Santé et par le Ministère de l’Éducation nationale. Il enseigne pendant de nombreuses années à l'École royale du Ballet d'Anvers et à l'Académie de danse Fontys de l'Université des arts des écoles supérieures.
Professeur invité par Claude Bessy à l'École du Ballet de l'Opéra de Paris en mars et octobre 2004, il y donne des cours de technique des portés à la 1re et à la 2e division. Il n'enseigne plus depuis 2007 à l'exception de stages occasionnels dans des écoles de formation semi-professionnelle et professionnelle. Il prépare des candidats aux concours internationaux de danse (pas de deux).
Depuis 1989, Gilbert Serres est auteur de livres pédagogiques et biographies de danse, membre de la SABAM depuis 1989. Il est en outre le coach et agent de communication de Pascal Duquenne depuis 2008.

## Cinéma et télévision
- Danseur soliste au Ballet de Monte-Carlo de Marika Besobrasova, figurant et doublure éclairage de Tony Curtis dans le film Arrivederci Baby de Ken Hugues (tournage en 1965 à Nice, sortie en 1967), avec Tony Curtis, Zsa Zsa Gabor, Rosanna Schiaffino.
- Danseur soliste du Ballet royal de Flandre dans le ballet Offenbach Folies d'André Leclair. Émission de télévision flamande BRT en direct du Casino de Knokke Belgique (1975) pour le concours La Goélette d'Or. Ballet primé Goélette d'Argent (2e prix).
- Danseur soliste du Ballet royal de Flandre dans Salvé Antwerpen de Jeanne Brabants pour la BRT (1976). Ballet créé et présenté au Palais des Sports d'Anvers à l'occasion du jubilé 15 ans de mariage du roi Baudouin et de la reine Fabiola (1960).
- Danseur soliste du Ballet royal de Flandre dans le téléfilm flamand Wilhem van Saeftinge (1978) présenté et primé au Festival du film fantastique, Avoriaz (1979).
- Chorégraphe du Ballet royal de Flandre pour quatre volets de la série présentée par Luc Appermont, Historique de la danse française, T.V. flamande BRT (1979).
- Chorégraphe pour la série télévisée flamande BRT Paradijs Vogels (Les Oiseaux du paradis, 1979) d'Anton Peeters, 11e épisode, séquence Enfer/Paradis, extrait du ballet La Nuit de Walpurgis de l'opéra Faust de Gounod. DVD de la série complète sorti en 2009.

## Principaux rôles
- Le Lac des cygnes (Bourmeister-Nicolas Beriozoff)
- La Fille mal gardée (Frederick Ashton)
- Giselle (Coralli-Perrot)
- Coppélia (Ivanov-Cecchetti)
- Casse-noisette (Gore)
- La Belle au bois dormant (Marius Petipa)
- Roméo et Juliette (Nicolas Beriozoff)
- L'Oiseau de feu (Michel Fokine)
- Suite en blanc (Serge Lifar)
- Les Forains (Roland Petit, Christian Foye)
- Les Sylphides (Michel Fokine)
- Le Prince Igor (Michel Fokine-Nicolas Beriozoff)
- Cendrillon (Françoise Adret)
- La Table verte (Kurt Jooss)
- Pas de six (Bournonville-Brenaa)
- The Rake's Progress (Ninette de Valois)
- Façade (Frederick Ashton)

Gilbert Serres crée et reprend également une trentaine de ballets modernes et contemporains de Jeanne Brabants, John Butler, Jack Carter, André Leclair, Rudi van Dantzig...

## Mise en scène d’opéras
Durant ses deux dernières années au Ballet de Flandre (saisons 1977 à 1980) Gilbert Serres met en scène plusieurs opéras[réf. nécessaire] :
- La Prima Notte de Teresa Procaccini (création en Belgique ; mise en scène, costumes et décors)
- La Vendetta di Luzbel de Teresa Procaccini (création mondiale ; mise en scène, costumes et décors)
- Le pauvre matelot et Les Malheurs d'Orphée de Darius Milhaud (mise en scène, maquillage des principaux rôles et fabrication des masques)
- The Medium (mise en scène, costumes et décors) et Amelia goes to the Bal de Gian Carlo Menotti (mise en scène)
- The Girl from Nogami de Carey Blinton (création en Belgique ; mise en scène, conseiller costumes et décors)
- De Vloed de Boris Blacher (création en Belgique ; mise en scène)
- Yuzuru d’Ikuma Dan (création en Belgique ; mise en scène)
- Macbeth de Giuseppe Verdi à l’Opéra de Gand -B- (mise en scène, conseiller décors et costumes)

## Publications
- (nl) Algemene ballet theorie vorming, 1989
- (nl) Gids voor basistheorie[5], 1994
- Le Pas de deux – Les portés[6], manuel d'apprentissage, éditions Désiris, 2002
- La Danse classique, historique et théorie de base[7], éditions Désiris, 2004
- Coulisses de la danse[8], recueil d’anecdotes et souvenirs, France Europe Éditions, 2005[9]
- Grands portés de pas de deux[10], guide d’étude. Préface de Maurice Béjart. éditions Désiris, 2007 - Traduction italienne Le grandi prese del passo a due [11] : Edizioni Gremese mars 2009 - Traduction espagnole Grands Portés de Pas de Deux[12] : Editorial Paidotribo septembre 2009
- Pascal Duquenne, avant, pendant et après le Huitième Jour[13], Biographie de l’acteur trisomique belge Pascal Duquenne[14], France Europe Éditions, Prix littéraire « Coup de Cœur » Intégrance - Handi-Livres[15], Paris le 15 octobre 2009 - Traduction néerlandaise Pascal Duquenne een leven met down[16] : EPO uitgeverij – Anvers, 12 mai 2010
- Textes et poèmes pour le livre d'art  Monotypes de Pascal Duquenne, Pictura, Bourges, 2011
- Enrico Cecchetti, l'Homme - Il Maestro, autoédition, CARAVEL-Création, 2012)
- Journaliste correspondant en Belgique pour le Magazine Danse Light[17] de 2003 à 2007
- Journaliste en Belgique (Flandre) Jeugd en Danse (magazine Danse et Jeunesse) de 2005 à 2010[18]
- Préfacier de la biographie Jardins secrets d'une call-girl de Cora Galli et Thérèse Massa, éditions du Cygne : février 2013  (ISBN 978-2-84924-308-4)
- Alexandre Kalioujny, autoédition, CARAVEL-Création, avril 2014
- Pascal Duquenne - Œuvres picturales, autoédition, CARAVEL-Création, septembre 2014 (ISBN 979-10-92555-12-7)
- Pascal Duquenne - Parcours de vie exceptionnel, autoédition, CARAVEL-Création, publication mai/juin 2015 (réédition actualisée 2007/2015 avec supplément de 15 pages et 30 photos couleur de l'ouvrage paru chez France Europe Éditions 2008 : Pascal Duquenne, avant, pendant et après le Huitième Jour).
- Rédaction et mise en page de l'ouvrage Rencontres de Germinal Casado, autoédition, CARAVEL-Création, mars 2017.
- Mise en page texte et illustrations du recueil de poèmes Émotions de Thérèse Massa, autoédition, Caravel-Création, février 2018,
- Mise en page de l'ouvrage Vietnam, qui es-tu ? de Thérèse Massa et Michel Nguen Ngoc Phuoc, publication en 2018.  (ISBN 9 79 1069 922785) Réédition au Vietnam en 2020 pour les bureaux de tourisme, agence de voyage, guide de voyage, etc.
  - Mise en page et présentation de l'ouvrage Deux vies entre ciel et terre de Thérese Massa et Chantal Belon. Autoédition CARAVEL-Création 2020.
- Mise en page et concept de la 1re de couverture de l'ouvrage Julia de la Colombe d'Or de Thérèse Massa, Caravel-Création novembre 2024.  (ISBN 979-1092555363)